# Barbara Stevens
Barbara Stevens (Southbridge, 20 settembre 1954) è un'allenatrice di pallacanestro statunitense.
È membro del Naismith Memorial Basketball Hall of Fame dal 2020 e del Women's Basketball Hall of Fame dal 2006.